# Asclettino
Asclettino (... – 1156) è stato un religioso e politico italiano.
Probabilmente di origine normanna (come suggerirebbe il nome), fu arcidiacono di Catania (1145 – 1156) e preposto dal re Guglielmo I all'amministrazione della Puglia. Dallo stesso sovrano venne poi nominato cancelliere del regno di Sicilia (marzo o aprile 1155).
Nel 1155, mentre il Regno era minacciato dalla discesa in Italia di Federico Barbarossa e la Puglia veniva invasa dalle forze dell'imperatore bizantino Manuele Comneno alleato dei baroni ribelli al re, il cancelliere Asclettino venne inviato dal re in Puglia con Simone di Policastro per fronteggiare l'invasione. La situazione era così incerta e ambigua (testimonia Ugo Falcando) che ovunque si diffondevano sospetti e timori e non si capiva chi parteggiava per il re e chi per i ribelli. Particolarmente ambigua fu il comportamento dell'ammiraglio Maione che, fingendo di appoggiare il re, tramava per prendere il dominio dei territori. Fu Maione che ordinò ad Asclettino di convocare a Capua il barone ribelle Roberto di Loritello, e di intimargli di deporre le armi e sciogliere l'esercito; ma il conte non abboccò al tranello tesogli e si ritirò in Molise continuando la guerra.
Poco dopo avvennero delle intemperanze tra gli uomini di Asclettino e quelli di Simone; la cosa si trascinò al punto che il conflitto coinvolse anche i due comandanti che si rivolsero parole ingiuriose; Asclettino allora scrisse al re mettendolo in guardia da Simone, il quale - secondo la sua ricostruzione dei fatti - avrebbe tradito e fatto fallire il tentativo di catturare Roberto di Loritello; l'ammiraglio Maione, confermando questa tesi, rincarò la dose aggiungendo anche accuse di complotto contro il re e così determinò la caduta in disgrazia di Simone.
Per sgombrare il campo da possibili concorrenti, Maione ordì anche contro Asclettino istigando questa volta Simone di Policastro ad accusare il cancelliere davanti a Guglielmo I di diversi crimini, tra i quali quello di aver complottato contro il re stesso. Asclettino che rientrava a Palermo (1156) si difese coraggiosamente, dicendosi pronto a rispondere ai singoli capi di imputazione, ma non gli sarebbe stato consentito di esibire le sue prove difensive. Venne dunque deposto ed incarcerato in una torre. Morì qualche tempo dopo nelle carceri di Palermo.
La sua personalità e i fatti a lui relativi sono noti attraverso gli scritti di Romualdo di Salerno e Ugo Falcando, cronisti contemporanei che in quegli anni frequentarono la Corte di Palermo e quindi da considerarsi testimoni oculari e attendibili degli eventi narrati.